# اچ‌ام‌ای‌اس لائه (ال۳۰۳۵)

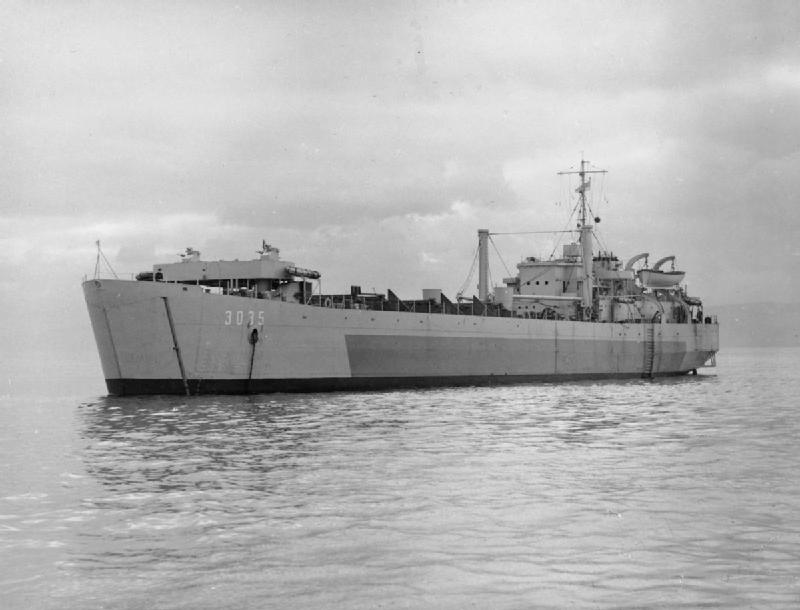
اچ‌ام‌ای‌اس لائه (ال۳۰۳۵)

اچ‌ام‌ای‌اس لائه (ال۳۰۳۵) (به انگلیسی: HMAS Lae (L3035)) یک کشتی بود که طول آن ۳۴۷ فوت (۱۰۶ متر) بود. این کشتی در سال ۱۹۴۴ ساخته شد.